# Épreuves, Exorcismes
Épreuves, Exorcismes est un recueil de poésie d'Henri Michaux, composé de textes écrits entre 1940 et 1944, et paru en 1946. Il comporte une quarantaine de poèmes en prose, dont la taille varie pour la plupart de quelques paragraphes à quelques pages. 
Dans la préface du recueil, qui constitue elle-même un texte poétique, l'auteur évoque la nature de l'exorcisme que peut constituer la poésie : « La plupart des textes qui suivent sont en quelque sorte des exorcismes par ruse. Leur raison d'être : tenir en échec les puissances environnantes du monde hostile ».

## Extraits
- « Tandis que j'étais dans le froid des approches de la mort, je regardai comme pour la dernière fois les êtres, profondément. » (Alphabet)
- « J'ai mes statues. Les siècles me les ont léguées : les siècles de mon attente, les siècles de mes découragements, les siècles de mon indéfinie, de mon inétouffable espérance les ont faites. Et maintenant elles sont là. » (Mes statues)